# スーサイド
スーサイド (Suicide[súːəsὰɪd]）は、アメリカ合衆国のロック・バンド。
アラン・ベガ（ボーカル）とマーティン・レヴ（シンセサイザー、ドラムマシン）の2人によって、1970年にニューヨークで結成された。
1977年に発表された1枚目のアルバム『スーサイド』が、「ローリング・ストーン誌が選ぶオールタイム・ベストアルバム500」において、441位にランクインしている。
2016年、アラン・ベガが逝去したためバンドは解散となっている。

## ディスコグラフィ

### スタジオ・アルバム
- 『スーサイド』 - Suicide (1977年)
- Suicide: Alan Vega and Martin Rev (1980年)
- A Way of Life (1988年)
- Why Be Blue (1992年)
- American Supreme (2002年)

### ライブ・アルバム
- 21½ Minutes in Berlin/23 Minutes in Brussels (1978年)
- 『ハーフ・アライヴ』 - Half Alive (1981年) ※1975年-1979年録音のライブとデモ音源集。ROIRによる最初のリリースはカセットのみ
- 『ゴースト・ライダース』 - Ghost Riders (1986年) ※1981年のライブ録音。当初はカセットのみでリリース
- Zero Hour (1997年) ※1970年代後半のライブ録音
- Attempted: Live at Max's Kansas City 1980 (2004年) ※NYC・ロック・クラブでのライブのサウンドボード録音
- Live 1977-1978 (2008年) ※1977年9月-1978年8月の13回分の完全なライブとボーナス曲を含む6枚組CDボックスセット

### EP
- 23 Minutes Over Brussels (1978年)
- 22/1/98 – Reinventing America (1998年) ※バービカンでのライブ録音

### シングル
- "Cheree" / "I Remember" (1978年)
- "Dream Baby Dream" / "Radiation" (1979年)